# Municipio de Lick Mountain
El municipio de Lick Mountain (en inglés: Lick Mountain Township) es un municipio ubicado en el condado de Conway en el estado estadounidense de Arkansas. En el año 2010 tenía una población de 825 habitantes y una densidad poblacional de 8,32 personas por km².

## Geografía
El municipio de Lick Mountain se encuentra ubicado en las coordenadas 35°23′3″N 92°34′44″O / 35.38417, -92.57889. Según la Oficina del Censo de los Estados Unidos, el municipio tiene una superficie total de 99.19 km², de la cual 98,28 km² corresponden a tierra firme y (0,91 %) 0,91 km² es agua.

## Demografía
Según el censo de 2010, había 825 personas residiendo en el municipio de Lick Mountain. La densidad de población era de 8,32 hab./km². De los 825 habitantes, el municipio de Lick Mountain estaba compuesto por el 91,76 % blancos, el 4,85 % eran afroamericanos, el 1,58 % eran amerindios, el 0,24 % eran asiáticos, el 0,12 % eran de otras razas y el 1,45 % eran de una mezcla de razas. Del total de la población el 1,58 % eran hispanos o latinos de cualquier raza.